# 今週の標語

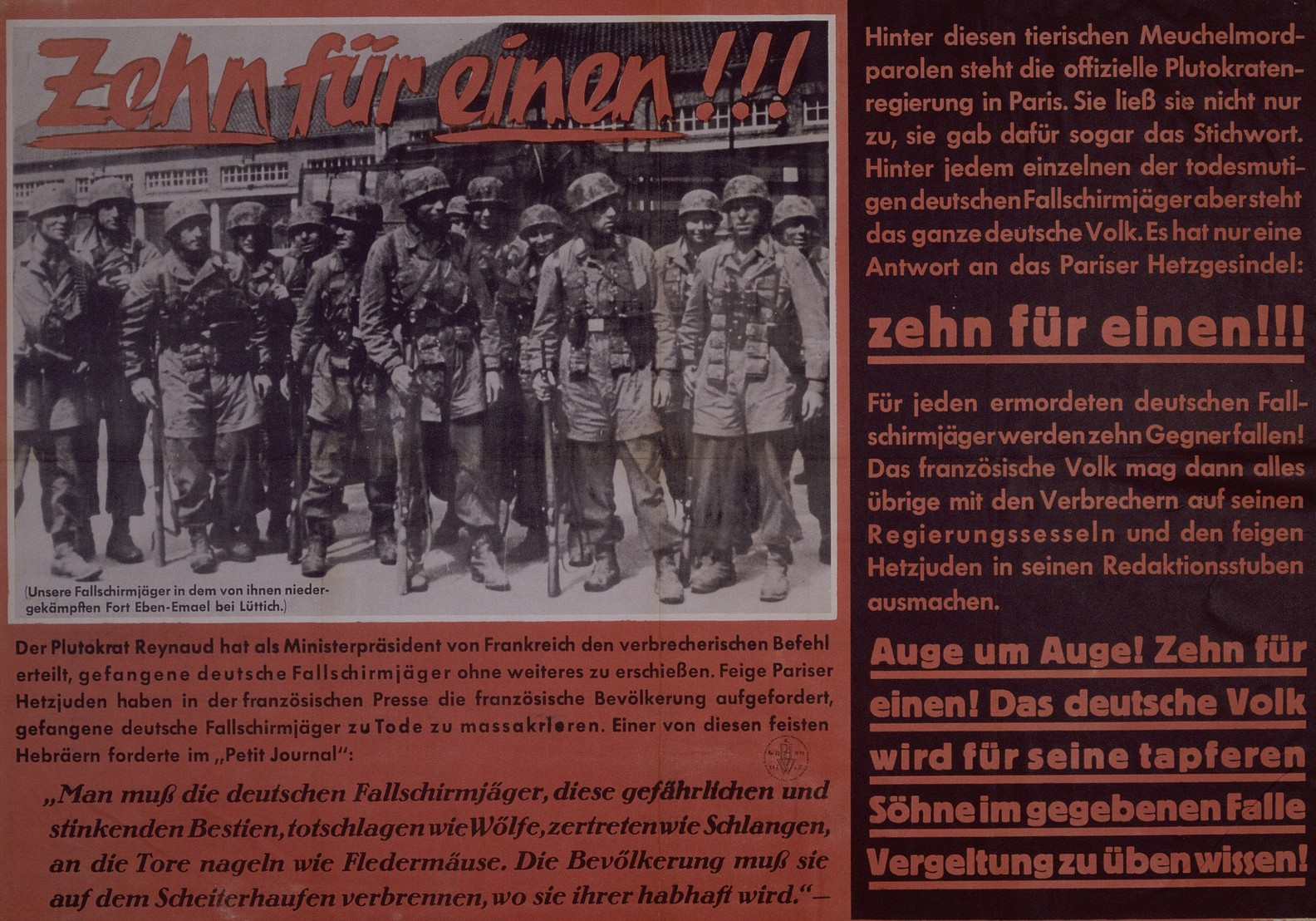
1940年5月27日号付の『今週の標語』「1人の代償は10人！！！」
フランス政府関係者の「汚らしいドイツ空挺兵を殲滅せよ」という発言に対して、「わが空挺兵1人が殺されれば、敵兵10人と引き換えだ」と主張している

今週の標語（独 : Parole der Woche）は、ナチス・ドイツ政権下で公布された国家社会主義ドイツ労働者党公認の壁新聞である。1936年4月から1943年2月まで発布され、約400件の標語（スローガン）が作成された。

## 概要
初出は、1936年3月29日の国会選挙の直前に「広報新聞」として1936年3月16日に登場し、その後の「ラインラント進駐に関する国民投票」の広報を行っていた。その後、この宣伝手法を継続することが決定され、1936年4月1日から、『今週の標語（Parole der Woche ）』として発足した。
広報の作成は、ミュンヘンに本拠を置く全国宣伝指導部の「扇情部（Aktive Propaganda）」が取り仕切っていた。「今週のスローガン（Parole der Woche）」という見出しの下には「党公認壁新聞（Parteiamtliche Wandzeitung der NSDAP.）」と記入されており、1938年の終わりには「ミュンヘン『フランツ・エーア』党中央出版社（Zentralverlag der NSDAP, München）」と記されていた。

## 分布

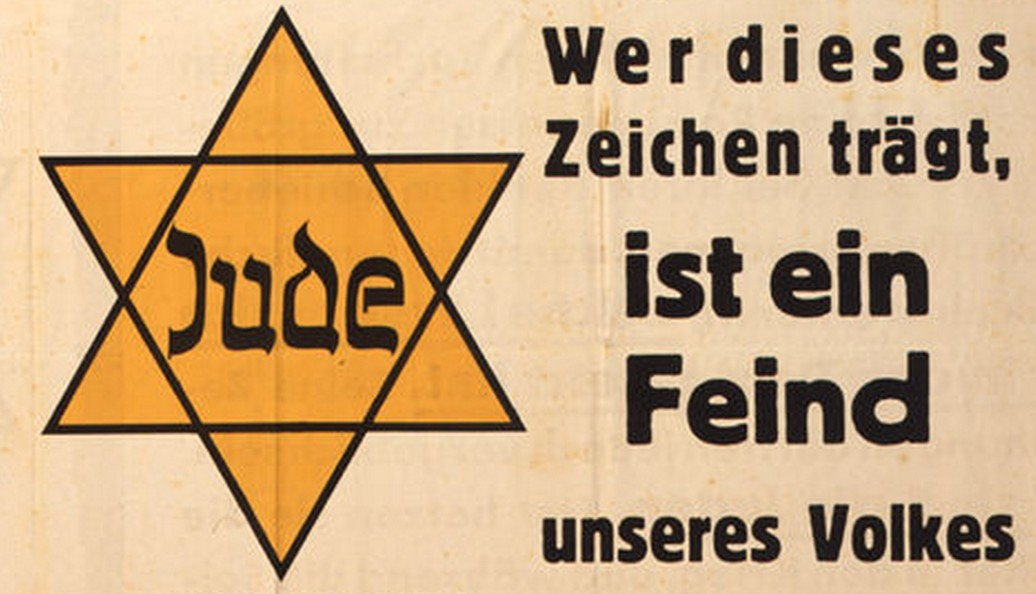
1942年7月1日号の反ユダヤ主義を訴える『今週の標語』。
「このシンボルを身に着けたものは、わが国民の敵だ」とある

壁新聞を広範にわたって配布するにあたり、公開は木製のパネルなどの簡素なものが推奨された。毎週通知が変わるため、ガラスカバーなどの保護は必要なかった。壁新聞は主に、待合室、郵便局、ホテル、レストラン、大企業などの公共施設に設置された。
1940年には、壁新聞は国民から関心を持って読まれ、普段、新聞を読まない層からも講読者が増えたと報告されている。アルザス地方では、毎週1500部が民政局長から無料で配布された。

## 形状
壁新聞の形式は何度か変更されていた。初めは、全体が135cm×54cmのサイズで、3枚の新聞紙を並べたように展示されていたが、後に、120cmx 84 cmに変更され「今週の標語」のタイトルの下に、見出しが強調されて表記されていた。1938年の終わり頃からは、「今週の標語」のタイトルは小さくなり、見出しが大きく表記され、大判の写真やグラフィックが追加され、より目立つように変更された。
他には、対外向けのプロパガンダ用として、国際郵便用の小型のテープ型のものが作成され、これらの縮小版では内容の一部が省略されていた。

## 公開された標語の例
最初の数年間は、ナチ党の記念日や祝日が頻繁に広報され、ナチ政権の成果と成功が宣伝されていた。
見出しには
- 失業の克服へ（1936年/16号）
- 農村男児（1936年/27号）
- 四カ年計画貫徹（1936年/33号）
- クリスマス（1936年/38号）
- 祝政権掌握記念日（1937年/5号）
- 全国党大会1937年大会（1937年/37号）
- 冬季援助活動へ（1937年/41号）
- 闘う者の雄々しさ（1938年/27号）

などが記されていた。
また他には、大規模ではないが、フリーメーソン、ユダヤ人、教会、国際資本に対する批判が広報されていた。特に1937年12号の反ユダヤ主義の扇動が話題となった。
フランツ＝ヨーゼフ・ハイネス（Franz-Josef Heyens）によると、最初の3年間の版は「国家社会主義思想と日常生活の結合」を中心的なテーマとしていたが、第二次世界大戦の勃発後、敵に対する憎悪が強調された狂信的なスローガンが優勢になったとされる。

## 偽造版

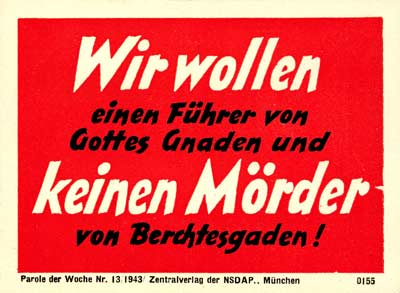
「Parole」は英語で仮釈放を意味するため、これをもじり「今週の仮釈放」として配布されたイギリスによる偽造版。
「我々が望むのは神の恩寵を受けた総統であって、ベルヒテスガーデンの人殺しなどではない」とある

1942年末から、イギリスの諜報部は、フランスで小判の偽造版を配布していた。「今週の標語（仮釈放）1943年 第46号」と呼ばれるものがその例である。
この偽造版では「もしドイツ国民が現在の苦難の下で崩壊したとしても、私は彼らのために涙を流すことはないだろう」という総統アドルフ・ヒトラーの偽の声明が記されていた。因みに、現在確認されている18枚の贋作のほとんどは、本元の『今週の標語』がすでに廃刊になっていた時期に作成されたものであった。